# Aerob
Aerob ali aerobni organizem (tudi aerobiont) je vsak organizem, ki lahko preživi in raste le v oksigeniranem okolju, kjer je prisoten molekularni kisik. Nasprotje predstavljajo anaerobi (anaerobni organizmi), ki za svojo rast ne potrebujejo kisika, nekateri pa se na prisotnost kisika odzovejo negativno ali zaradi tega plina celo odmrejo. Opazna prednost aerobnih organizmov je aerobno dihanje, ki je z energijskega in ekonomičnega vidika uspešnejše kot anaerobno dihanje. Med aerobe sodijo številni dobro poznani večceličarji, kot so denimo rastline in živali, aerobne presnove pa se poslužujejo tudi nekateri mikroorganizmi (določene glive, bakterije ipd.).

## Razvrščanje
Glede na odnos do kisika poznamo različne tipe organizmov:
- Obvezni (striktni ali obligatni) aerobi za svojo rast nujno potrebujejo kisik. V procesu, znanem kot celično dihanje, tovrstni organizmi za oksidacijo substrata (recimo ogljikovih hidratov in lipidov) in sledeče generiranje energije porabljajo kisik.[6]

- Fakultativni anaerobi porabljajo kisik, če je na voljo, kadar pa ga ni, se za proizvodnjo energije poslužujejo anaerobnih metod.[3]
- Mikroaerofili potrebujejo kisik za produkcijo energije, a jim koncentracija atmosferskega kisika škoduje (21% O2).[6]
- Aerotolerantni anaerobi ne porabljajo kisika, a jim ta tudi ne škoduje.[6]

Določanje tipov aerobov je mogoče z gojitvijo v tekoči kulturi, saj je za vsako skupino značilen točno določen položaj v epruveti:
1. Obvezne (obligatne) aerobne bakterije se v velikih količinah zberejo na zgornji strani epruvete, da lahko na tak način pridobijo kar največ kisika, ki ga na drugih mestih gojišča ni ali se nahaja v manjši koncentraciji.[7]
2. Obvezne (obligatne) anaerobne bakterije se vedejo obratno, saj se vrha epruvete zaradi toksičnosti kisika izogibajo, največ pa se jih zbere na spodnjem delu, kjer je koncentracija kisika najmanjša.[7]
3. Fakultativne anaerobne bakterije lahko rastejo tako s kot tudi brez kisika, saj lahko energijo presnavljajo bodisi aerobno bodisi anaerobno. V epruveti se agregirajo predvsem na vrhu, ker aerobno dihanje generira več ATP kot fermentacija in anaerobno dihanje.[7]
4. Mikroaerofilne vrste so aerobi, ki se v največji količini nahajajo na zgornji polovici epruvete, a ne na samem vrhu, ker jim zadostujejo že majhne koncentracije kisika (izpostavljenost previsokim koncentracijam kisika je lahko za tovrstne bakterije celo strupena).[7]
5. Porazdelitev aerotolerantnih bakterij je raznolika, saj na njo prisotnost kisika nima vpliva (njihova presnova je v osnovi anaerobna, a jim prisotnost kisika ne škodi). Zatorej so tovrstne bakterije najpogosteje enakomerno porazdeljene po epruveti.[7]

## Presnova glukoze
Dober primer je oksidacija monosaharida glukoze, ki poteče v okviru aerobnega dihanja, znanega pod imenom celično dihanje:
C6H12O6 + 6 O2 + 38 ADP + 38 P→  6 CO2 + 44 H2O + 38 ATP
Pri tem procesu, ki ga navadno delimo v tri sklope biokemijskih reakcij (glikoliza, Krebsov cikel in oksidativna fosforilacija), se kemična energija kisikovih molekul ter hranil pretvarja v molekule adenozina trifosfata (ATP) in odpadne produkte.